# SCN5A
An Error has occurred retrieving Wikidata item for infobox
SCN5A（sodium channel protein type 5 subunit alpha）またはNaV1.5は膜内在性タンパク質であり、テトロドトキシン抵抗性電位依存性ナトリウムチャネルサブユニットの1つである。NaV1.5は主に心筋に存在しており、そこでは細胞膜を越えるナトリウムイオンの急速な流入（INa）を媒介し、心筋の活動電位の急速脱分極相（0相）を引き起こす。このように、NaV1.5は刺激伝導系において主要な役割を果たしている。NaV1.5の変異と関連した心臓疾患には多くの種類が存在する。

## 遺伝子構造
SCN5Aは高度に保存された遺伝子であり、ヒトでは3番染色体に位置し、長さは100 kb以上にわたる。遺伝子は28個のエクソンから構成され、そのうちエクソン1とエクソン2の一部は5' UTR、エクソン28は3' UTRである。SCN5Aはさまざまな種類のナトリウムチャネルをコードする10種類の遺伝子のうちの1つである。

### 発現パターン
SCN5Aは主に心臓に発現しており、作動している心筋や伝導組織に豊富に発現している。対照的に、洞房結節や房室結節では発現は低い。心臓内では心内膜から心外膜へ貫壁性の発現勾配が存在し、心外膜側と比較して心内膜側では発現が高い。また、SCN5Aは消化管にも発現している。

### スプライスバリアント
SCN5Aには10種類以上のスプライスアイソフォームが記載されており、そのいくつかは異なる機能的特性を有する。心臓では主に2種類のアイソフォームが1:2の比率で発現しており、発現レベルの低い方のアイソフォームには1077番に余分にグルタミン残基（1077Q）が含まれている。さらに、胎児と成体では組み込まれる選択的エクソン6が異なっている。

## タンパク質構造と機能
NaV1.5は4つの反復的膜貫通ドメイン（DI–DIV）からなる大きな膜貫通タンパク質であり、各ドメインには6つの膜貫通セグメント（S1–S6）が存在する。Na＋イオンが流れるポア領域は4つのドメインのS5とS6によって形成されている。電位の検知は残りのセグメントによって媒介され、中心的役割を果たしているのは正に帯電したS4である。
NaV1.5チャネルは、主に心臓細胞におけるナトリウム電流（INa）を媒介する。INaは活動電位の急速な上昇を担い、心臓内の刺激伝導に重要な役割を果たしている。チャネルのコンフォメーションは電位と時間に依存しており、それによってチャネルの開閉は決定されている。静止膜電位（約-85 mV）では、NaV1.5チャネルは閉じている。隣接細胞からの伝導による刺激に伴って膜は脱分極し、S4が外向きに動くことでNaV1.5チャネルは開いて活動電位の開始につながる。同時に、速い不活性化（fast inactivation）と呼ばれる過程によってチャネルは数ミリ秒以内に閉じる。生理的条件下では、チャネルが不活性化された場合には細胞膜の再分極が起こるまでチャネルは閉状態のままであり、再び活性化が可能な状態となる前に不活性化からの回復が必要である。一方、ナトリウム電流のごく一部は完全に不活性化されずに持続する。こうした電流は持続電流（sustained current、late current、INa,Lとも）呼ばれる。また再分極相においては、活性化時と重複する電位の範囲では一部のチャネルが再活性化している可能性があり、"window current"と呼ばれる電流が発生する。

### サブユニットと相互作用パートナー
NaV1.5のトラフィッキング、機能、構造は、多くのタンパク質相互作用パートナーの影響を受ける。中でも、SCN1B、SCN2B、SCN3B、SCN4B遺伝子にコードされる4種類のナトリウムチャネルβサブユニットは重要である。一般的にβサブユニットは、チャネルの特性を変化させる、細胞表面へのトラフィッキング過程に影響を及ぼす、のいずれかによってNaV1.5の機能を高める。
βサブユニット以外にも、カルモジュリン、CaMKII δC、アンキリンG、プラコフィリン2などがNaV1.5と相互作用して機能を調節することが知られている。これらの一部は遺伝的・後天的な心臓疾患とも関連している。

## 遺伝学
SCN5Aの変異はチャネルの機能獲得または喪失を引き起こす可能性があるが、こうした変異は広範囲の心疾患と関連している。疾患の原因となる変異は一般的には常染色体顕性型の遺伝パターンを示すものの、複合ヘテロ接合型のSCN5A変異も記載されている。また、変異は疾患の修飾因子として作用している可能性もあり、直接的な因果関係を欠くために複雑な遺伝パターンとして反映される。一般集団のかなりの人数（2–7%）が稀な（頻度1%未満）タンパク質に変化を及ぼす変異を遺伝子に有しており、観察される表現型と変異を直接的に関連づける際の複雑さが強調される。また生物物理学的に同じ影響をもたらす変異も、異なる疾患の原因となる場合がある。
これまでに機能喪失型変異は、ブルガダ症候群、進行性心臓伝導障害（レネグレ・レブ病）、拡張型心筋症、洞不全症候群、心房細動との関連が示されている。
機能獲得型変異はQT延長症候群3型（LQT3）の原因となり、またmultifocal ectopic Purkinje-related premature contractions（MEPPC）との関連も示唆されている。一部の機能獲得型変異は心房細動や拡張型心筋症とも関連している。機能獲得型変異は一般的にはINa,Lの増大、不活性化速度の低下、または活性化や不活性化の電位依存性の変化（window-currentの増大）を示す。
SCN5Aの変異は過敏性腸症候群、特に便秘型（IBS-C）の患者に高率でみられることが知られている。変異は結腸の平滑筋やペースメーカー細胞のNaV1.5チャネルに影響を及ぼし、腸機能の乱れを引き起こすと考えられている。IBS-C症例に対する治療としてメキシレチンを用いてNaV1.5チャネルの機能を回復する試みでは、便秘や腹痛の改善がみられている。

### 一般集団におけるSCN5Aの多様性
SCN5Aの遺伝的多様性、すなわち一塩基多型（SNP）は、遺伝子のコーディング領域とノンコーディング領域の双方に記載されている。通常、こうした多型は一般集団内に比較的高頻度で存在する。ゲノムワイド関連解析（GWAS）では、この種の遺伝的多様性を用いて、表現形質の多様性と関連した遺伝子座の同定が行われる。心血管分野では、一般集団における心電図パラメータ（PR間隔、QRS群、補正QT間隔（QTc間隔））の多様性に関与する遺伝子座の検出のためにこの手法が利用されている。こうした研究では一貫して、3番染色体上のSCN5A-SCN10A遺伝子領域がQTc間隔、QRS時間、PR間隔の多様性と関連していることが同定されている。これらの結果はSCN5A遺伝子座の遺伝的多様性は疾患の遺伝学と関係しているだけでなく、一般集団内での個人間の心機能の多様性にも関与していることを示している。

## 薬理学的標的として
心臓のナトリウムチャネルNaV1.5は不整脈イベントの治療において長らく薬理学的標的となっている。古典的には、ナトリウム電流を遮断するナトリウムチャネル遮断薬は抗不整脈薬のI群に分類され、心臓の活動電位の持続期間へ影響によってさらにIa、Ib、Ic群に分類される。こうしたナトリウムチャネル遮断薬は、中でも心虚血状態でのリエントリー性心室頻拍や、構造的心疾患のない心房細動の患者に対して使用される。

## 関連文献
- “Inherited sodium channelopathies: a continuum of channel dysfunction”. Trends in Cardiovascular Medicine 14 (1):  28–35. (January 2004). doi:10.1016/j.tcm.2003.10.001. PMID 14720472.
- “International Union of Pharmacology. XLVII. Nomenclature and structure-function relationships of voltage-gated sodium channels”. Pharmacological Reviews 57 (4):  397–409. (December 2005). doi:10.1124/pr.57.4.4. PMID 16382098.
- “Inherited conduction system abnormalities--one group of diseases, many genes”. Journal of Cardiovascular Electrophysiology 17 (4):  446–455. (April 2006). doi:10.1111/j.1540-8167.2006.00427.x. PMID 16643374.